# Luzulaspis rajae
Luzulaspis rajae är en insektsart som beskrevs av Ferenc Kozár 1981. Luzulaspis rajae ingår i släktet Luzulaspis och familjen skålsköldlöss.
Artens utbredningsområde är Ungern. Inga underarter finns listade i Catalogue of Life.